# Stenoporpia polygrammaria
Stenoporpia polygrammaria är en fjärilsart som beskrevs av Alpheus Spring Packard 1876. Stenoporpia polygrammaria ingår i släktet Stenoporpia och familjen mätare. Inga underarter finns listade i Catalogue of Life.